# 沈爾喬
沈爾喬（1896年—？），字守約，号大素（一作字太素），出生於浙江省绍兴府蕭山縣，是中華民國以及南京国民政府（汪精卫政权）的政治人物。

## 事跡
曾在杭州當律師，並任中國國民黨浙江省党部執行委員兼婦女部部長以及浙江省立救濟院院長。
1940年3月，汪精卫政权成立後、沈爾喬出任該政權的審計部政務次長。10月，調任浙江省政府委員兼民政廳廳長。翌年2月至8月，出任代理浙江省政府主席。之後擔任浙東行政公署行政長官、清郷委員会委員。1943年4月，出任浙江省第1行政督察専員兼鄞縣縣長。同年8月，出任銓叙部部長，直至汪精衛政權覆滅後離職。日本投降後隱居上海市。1946年被浙江省高等法院鄞縣第三分院通緝，後經前軍統局證明其爲軍統特務，並非漢奸，撤銷通緝。